# كأس المثابرة - بغداد 1965
كأس المثابرة 1965 هي النسخة الرابعة من كأس المثابرة في بغداد. كانت المباراة بين الفائز ووصيف دوري المؤسسات لموسم 1964–65، مصلحة نقل الركاب وآليات الشرطة، وفاز مصلحة نقل الركاب بالمباراة بنتيجة 1-0 بعد الوقت الاضافي.

## مباراة

### تفاصيل
| مصلحة نقل الركاب | 1–0 (ب.و.إ.) | آليات الشرطة |
| ---------------- | ------------ | ------------ |
| حميد 92'         |              |              |